# Anna Pappritz

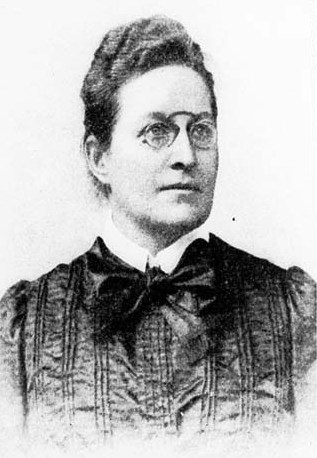
Anna Pappritz, 1904

Anna Pappritz (* 9. Mai 1861 in Radach bei Drossen in der Provinz Brandenburg; † 8. Juli 1939 ebenda) war eine deutsche Schriftstellerin, Frauenrechtlerin und Abolitionistin. Sie gilt als eine der führenden Expertinnen der „Prostitutionsfrage“ in Kaiserreich und Weimarer Republik und veröffentlichte zahlreiche Schriften zu den Ursachen der Prostitution und der Situation der Prostituierten. Es gelang ihr, den Abolitionismus in Deutschland, insbesondere in der deutschen Frauenbewegung, zu etablieren, der sich gegen Doppelmoral und Bestrafung von Prostituierten richtete. In der 1902 gegründeten Deutschen Gesellschaft zur Bekämpfung der Geschlechtskrankheiten, in deren Vorstand sie die einzige Frau war, vertrat sie die abolitionistische Minderheitsposition. Von 1904 bis 1934 war sie zweite bzw. erste Vorsitzende des deutschen Zweigs der Internationalen Abolitionistischen Föderation (IAF). Zu ihren größten politischen Erfolgen gehörte das 1927 verabschiedete Gesetz zur Bekämpfung der Geschlechtskrankheiten, mit dem die Strafbarkeit der Prostitution abgeschafft wurde.

## Leben

### Kindheit und Jugend
Ihre Eltern waren Pauline Pappritz, geborene von Stülpnagel, und Richard Pappritz, Besitzer eines Ritterguts in Radach in der Neumark (Provinz Brandenburg). Sie waren wohlhabend und hatten im Märkischen eine hervorgehobene gesellschaftliche Stellung inne. Anna Pappritz wurde 1861 auf dem Rittergut als fünftes Kind und drittes Mädchen geboren. Als sie zur Welt kam, waren ihre beiden älteren Schwestern bereits gestorben. Daher wuchs sie mit ihren drei Brüdern als einziges Mädchen auf dem Land auf. Die engste Beziehung entwickelte sie zu ihrem sechs Jahre jüngeren Bruder Richard. Anna Pappritz hat ihre Kindheit und Jugend später als isoliert und erdrückend und ohne intellektuelle Anregungen beschrieben. Sie erhielt Privatunterricht von Erzieherinnen und dem örtlichen Geistlichen. Im Gegensatz zu ihren Brüdern, die die Klosterschule in Roßleben besuchten und danach universitäre und militärische Ausbildungen genossen, blieb ihr eine weiterführende Ausbildung verwehrt; auch Kontakt zu Altersgenossinnen hatte sie wenig. Mit 19 Jahren hatte sie einen Reitunfall und musste wegen schwerer innerer Verletzungen in einer Frauenklinik in Berlin operiert werden. An den Spätfolgen des Unfalls (unter anderem chronische Nervenschmerzen) litt sie ein Leben lang.
1877 starb der Vater mit 55 Jahren überraschend an einer Lungenentzündung. Die Mutter führte das Gut Radach in den nächsten sieben Jahren, bis 1884 der älteste Sohn Curt von Pappritz es übernahm und bald nobilitiert wurde. Pauline Pappritz zog daraufhin mit ihrer damals 23-jährigen Tochter und dem jüngsten Sohn Richard nach Berlin.

### Leben als Schriftstellerin in Berlin
Über Anna Pappritz’ erste Jahre in Berlin ist nur wenig bekannt. Ihr Bruder Richard besuchte ein Gymnasium und berichtete später begeistert vom Besuch von Theatervorstellungen. Bis zum Abschluss seines Studiums 1892 lebte er fast ununterbrochen mit seiner Mutter und Schwester in Berlin zusammen. Danach wohnten Anna und Pauline Pappritz allein in der Berliner Wohnung. 1893 veröffentlichte Anna Pappritz einen Novellenband (Aus den Bergen Tirols). Die Novellen behandeln zwischenmenschliche Themen in der Welt des ostpreußischen Landadels und von Offiziersfamilien. Sie spielen in Berlin und in Tirol, dessen Bergwelt Pappritz genau beschreibt. Ihre Biografin Kerstin Wolff attestierte ihrem Erstlingswerk, dass es flüssig und leicht zu lesen sei, aber die Figuren heute künstlich und stereotyp wirkten. Die Literaturwissenschaftlerin Alexandra Ivanova hat bereits in diesen frühen Veröffentlichungen Spuren der späteren frauenpolitischen Standpunkte gefunden.
Ein Jahr später veröffentlichte Pappritz den Roman Vorurteile – ein Roman aus dem Märkischen Gesellschaftsleben, in dem sie sich mit dem Weltbild ihrer großbürgerlichen Herkunftsschicht auseinandersetzte und die Konstellation ihrer Familie weitgehend widerspiegelte. Die Nebenfigur Hertha, die auf Pappritz selbst basiert, hat aufgrund einer Behinderung starke Schuldgefühle gegenüber ihrer Mutter und verzweifelt an einer rigiden, formelhaften Auslegung des Christentums, wie sie auch Pappritz in ihrer Jugend beigebracht wurde. Anders als Pappritz hinterfragt sie ihre Sozialisation jedoch nicht und begeht schließlich Suizid. Der Roman, so Kerstin Wolff, „zeigt die Vormachtstellung des männlichen Lebensweges, der auf weiblicher Ohnmacht basiert.“  In ihren Memoiren beschrieb Pappritz ihn später als „Beichte“ und berichtete, dass die Veröffentlichung zu einer „jahrelangen Entfremdung“ von ihrer Familie führte.

### Kontakt zur Frauenbewegung

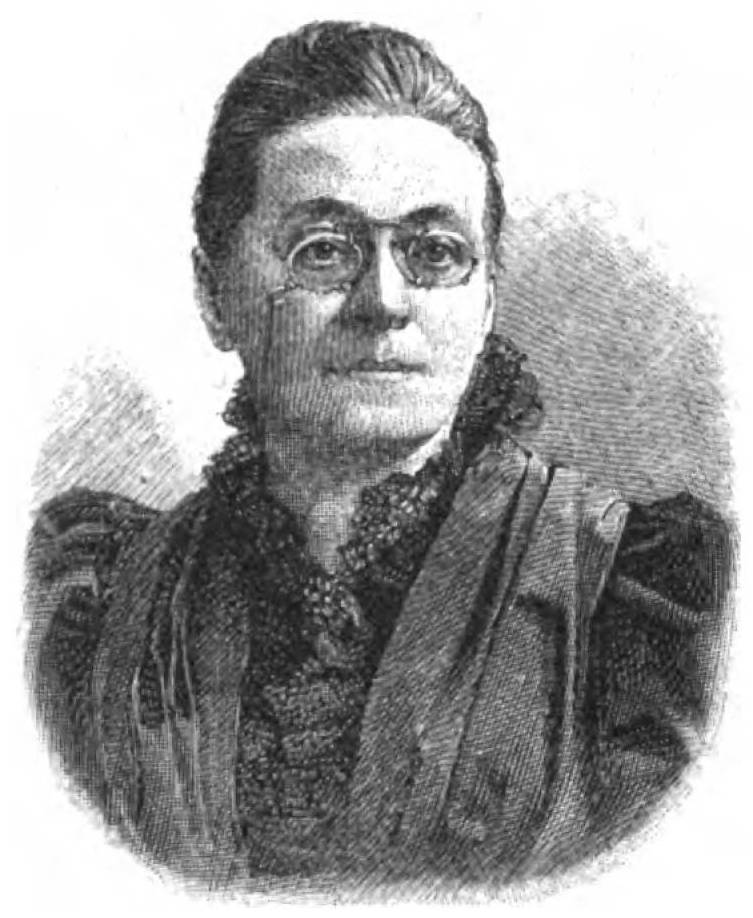
Hanna Bieber-Böhm, 1899

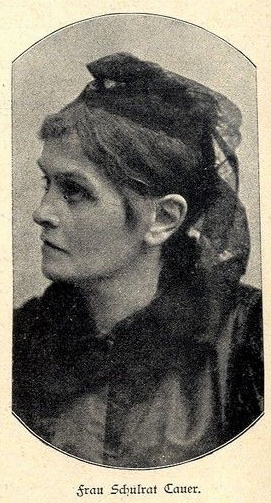
Minna Cauer, 1899

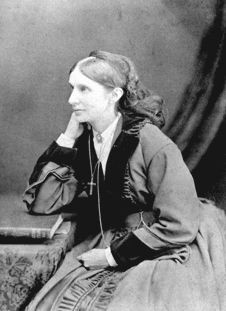
Josephine Butler, 1876

1895 reiste Anna Pappritz aus gesundheitlichen Gründen zum ersten Mal nach England. Sie logierte in einem Londoner Frauenclub, besichtigte Frauenbildungseinrichtungen und knüpfte Kontakte, durch die sie die Frauenbewegung kennenlernte. In einem 1908 verfassten Lebensbericht schreibt sie, dass sie hier zum ersten Mal von der Existenz der Prostitution und deren staatlicher Reglementierung erfahren habe. In ihren Romanen hatte sie über uneheliche Sexualität und außereheliche Verhältnisse geschrieben, doch von Prostitution im Sinne von gekauftem Geschlechtsverkehr hatte sie – zumindest nach eigenen Aussagen – noch nicht gehört.
Nach ihrer Rückkehr suchte sie den Kontakt zur deutschen Frauenbewegung, las die Werke der Frauenrechtlerin Helene Lange, besuchte Vorträge am Victoria-Lyceum und abonnierte die von Minna Cauer herausgegebene Zeitschrift Die Frauenbewegung. Sie besuchte die Treffen von drei unterschiedlich ausgerichteten Vereinen der Frauenbewegung: den Berliner Frauenverein von Helene Lange, den Verein Frauenwohl unter Minna Cauer und den Verein Jugendschutz von Hanna Bieber-Böhm. Pappritz bot ihre Mitarbeit an, was Minna Cauer annahm. Daraufhin betreute Pappritz – vermutlich bis 1899 – die neu gegründete Bibliothek zur Frauenfrage, die alle neuen, aber auch ältere Werke zur Frauenfrage sammelte. Durch das Prüfen und Lesen der Werke in der Frauenbibliothek entwickelte Pappritz ein fundiertes Wissen über die praktischen und theoretischen Fragen der deutschen Frauenbewegung. 1896 veröffentlichte sie in der Frauenbewegung ihren ersten frauenpolitischen Artikel („Was Hänschen nicht lernt, lernt Hans nimmermehr“), in dem sich ihre Enttäuschung, keine fundierte Schulbildung erhalten zu haben, niederschlug.

### Anna Pappritz’ Beitrag zur Etablierung des Abolitionismus im Deutschen Reich
Anna Pappritz’ besonderes Interesse galt der Reglementierung der Prostitution. 1894 hatte Hanna Bieber-Böhm erreicht, dass sich die Frauenbewegung des Themas annahm, als eine von ihr eingebrachte Sittlichkeits-Petition vom Bund Deutscher Frauenvereine (BDF) verabschiedet worden war. Bieber-Böhm war damit die anerkannte Expertin, die die offizielle Politik des Bundes Deutscher Frauenvereine in Bezug auf die Prostitution definierte. Sie setzte auf ein Programm aus Propaganda (Aufklärung), Prophylaxe und Bestrafung der Prostituierten. Pappritz hatte sich 1896 zunächst Bieber-Böhm angeschlossen. Bieber-Böhms propagierte Lösung des Prostitutionsproblems überzeugte sie jedoch nicht. 1898 berichtete Minna Cauer in der Frauenbewegung vom Kongress der Internationalen Abolitionistischen Föderation (IAF) in London. Durch diesen Bericht hörte Pappritz erstmals von der abolitionistischen Bewegung und deren Gründerin Josephine Butler. Deren politische Ideen fanden bei ihr sofort großen Anklang. Sie begann, sich mit den Grundsätzen dieser Organisation, die sich für eine Abschaffung der staatlich reglementierten Prostitution einsetzte, zu beschäftigen.
Noch im gleichen Jahr veröffentlichte Pappritz einen ersten Artikel, in dem sie ihre neuen abolitionistischen Überzeugungen darlegte und Bieber-Böhms Positionen scharf angriff. Bieber-Böhm und dem BDF warf sie vor, die Doppelmoral der Gesellschaft zu unterstützen. Der Artikel empörte viele Frauen des BDF. Der Colmarer Pfarrer Hoffet schlug Pappritz jedoch aufgrund des Artikels vor, eine abolitionistische Organisation im Deutschen Reich aufzubauen. Pappritz wich diesem Vorschlag zunächst aus und versuchte stattdessen, den von Minna Cauer geleiteten Berliner Verein Frauenwohl für dieses Arbeitsgebiet zu gewinnen. Dieser hatte bis dahin inhaltlich eng mit Bieber-Böhms Verein Jugendschutz kooperiert. Auch Cauer begann sich nach der Londoner IAF-Tagung im Hinblick auf Sittlichkeit und Prostitution umzuorientieren. Bei der Generalversammlung des Vereins Frauenwohl, bei der Bieber-Böhm als Vorstandsmitglied zur Wiederwahl kandidierte, kam es zu einer Kampfabstimmung. Statt Bieber-Böhm wurde Anita Augspurg, die für die abolitionistische Richtung stand, gewählt – auch mit Anna Pappritz’ Stimme. Die „Wahlschlacht“ führte zu bitteren Feindschaften und kostete den Verein die Hälfte seiner Mitglieder. Auch Bieber-Böhm verließ den Verein. Pappritz’ Wunsch, dass der Verein eine Sittlichkeitskommission einsetzen sollte, lehnte Cauer allerdings ab. Stattdessen ermunterte Cauer Pappritz, einen abolitionistischen Verein zu gründen. Als Pappritz noch zögerte, ergriff die Hamburgerin Lida Gustava Heymann die Initiative und gründete in Hamburg den ersten deutschen Sittlichkeitsverein, der den Abolitionismus vertrat. Pappritz‘ und Heymanns abolitionistische Vorstellungen waren aber nicht deckungsgleich, so dass Pappritz nun ebenfalls in Berlin einen abolitionistischen Sittlichkeitsverein gründete, wobei Cauer sie zu Beginn unterstützte.
Mit der Gründung und Leitung des Vereins wurde die Frauenbewegung immer mehr zu Anna Pappritz’ Lebensinhalt; in ihren Memoiren bezeichnet sie den „Kampf um eine Höherentwicklung der sexuellen Moral, um die Befreiung meines Geschlechtes aus der schrecklichen, sexuellen Hörigkeit“ als ihre Lebensaufgabe. Sie eignete sich zunehmend Wissen besonders in Fragen der Sittlichkeit und Sexualhygiene an, das sie in Publikationen in fast allen Zeitschriften der bürgerlichen Frauenbewegung, in Fachzeitschriften und in der allgemeinen Presse weiterzuvermitteln suchte. Ferner unternahm sie insbesondere zwischen 1900 und 1912 unzählige Vortragsreisen und wurde so zu einer der bekanntesten Expertinnen für den Themenkomplex „Sittlichkeit“. Dieser Begriff bezog sich in dieser Zeit insbesondere auf Prostitution und die Verbreitung von Geschlechtskrankheiten. Der organisatorische Aufbau der Sittlichkeitsbewegung, wozu Pappritz mit ihren Vortragsreisen beitrug, war mühsam, da kaum jemand bereit war, sich öffentlich zu den abolitionistischen Ideen zu bekennen.
Der Verband Fortschrittlicher Frauenvereine (VFF) nahm bereits 1899 nach einem Vortrag von Pappritz eine Resolution an, die sich gegen die Reglementierung der Prostitution richtete. Der BDF dagegen hielt an den Positionen von Hanna Bieber-Böhm fest. 1899 reiste Pappritz zur internationalen IAF-Konferenz in Genf und lernte dort Josephine Butler und andere abolitionistische Führerinnen und Führer kennen. Anders als Lida Gustava Heymann wollte Pappritz nicht nur agitatorisch wirken, sondern auch praktische Hilfe leisten. Entsprechend versuchte der Berliner Sittlichkeitsverein, nach Geschlecht getrennte „Hygienekurse“ für Jugendliche anzubieten, was vom Magistrat untersagt wurde. Die unterschiedlichen Strategien von Heymann, die auf Skandalisierung setzte, und Pappritz, die auch karitativ wirken wollte, führten zu einer Konkurrenzsituation, die schließlich zum Bruch führte.
Pappritz entwickelte sich schließlich vom radikalen Flügel der deutschen Frauenbewegung, der vom VFF repräsentiert wurde, weg, auch weil der VFF die abolitionistische Arbeit nur wenig unterstützte. Der abolitionistische Berliner Sittlichkeitsverein trat 1900 dem Bund Deutscher Frauenvereine bei. Dieser Schritt und Pappritz’ Unterstützung von Marie Stritt als Vorsitzender des BDF führte schließlich zum Zerwürfnis mit Minna Cauer. 1902 wurde Pappritz in den Vorstand des BDF gewählt. In den folgenden Jahren gelang es Pappritz, gemeinsam mit der Dresdnerin Katharina Scheven, eine abolitionistische Ausrichtung in der Sittlichkeitskommission des BDF zu verankern und die Positionen Hanna Bieber-Böhms damit zu überstimmen. Katharina Scheven übernahm den Vorsitz. Für Pappritz selbst bedeuteten diese Entwicklungen, dass daran viele für sie bis dahin zentrale Freundschaften – darunter zu Cauer, Augspurg und Heymann – zerbrachen.
1902 wurde von Medizinern und Fachleuten der Sozialhygiene die Deutsche Gesellschaft zur Bekämpfung der Geschlechtskrankheiten (DGBG) gegründet. Anna Pappritz wurde auf Druck der Sittlichkeitsvereine als einzige Frau in den Vorstand der neuen Gesellschaft gewählt. Abolitionistische Vorstellungen wurden in der Gesellschaft nur von einer Minderheit vertreten. Pappritz tauschte sich mit Ärzten und Sozialpolitikern brieflich und bei Fachkongressen aus und wurde durch die Arbeit für die DGBG auch außerhalb der bürgerlichen Frauenbewegung bekannt.
1904 fand der internationale IAF-Kongress in Dresden statt, bei dessen Durchführung Pappritz mitwirkte. Der Kongress führte zum Zusammenschluss der bestehenden abolitionistischen Ortsvereine zum deutschen Zweig der IAF. Der offizielle Sitz des nationalen Dachverbands war Bremen, dessen Vereinsrecht vergleichsweise liberal war. Katharina Scheven aus Dresden übernahm den Vorsitz des Dachverbands; Anna Pappritz wurde stellvertretende Vorsitzende. Anders als andere nationale Dachverbände des IAF wurde der deutsche Dachverband von einem rein weiblichen Vorstand geführt. Bereits ab 1902 hatte der Dresdner Zweigverein die Zeitschrift Der Abolitionist herausgegeben, die ab 1904 zum Organ des Dachverbandes wurde.

### Leben als Abolitionistin bis zum Ende des Ersten Weltkriegs

Margarete Friedenthal, 1919

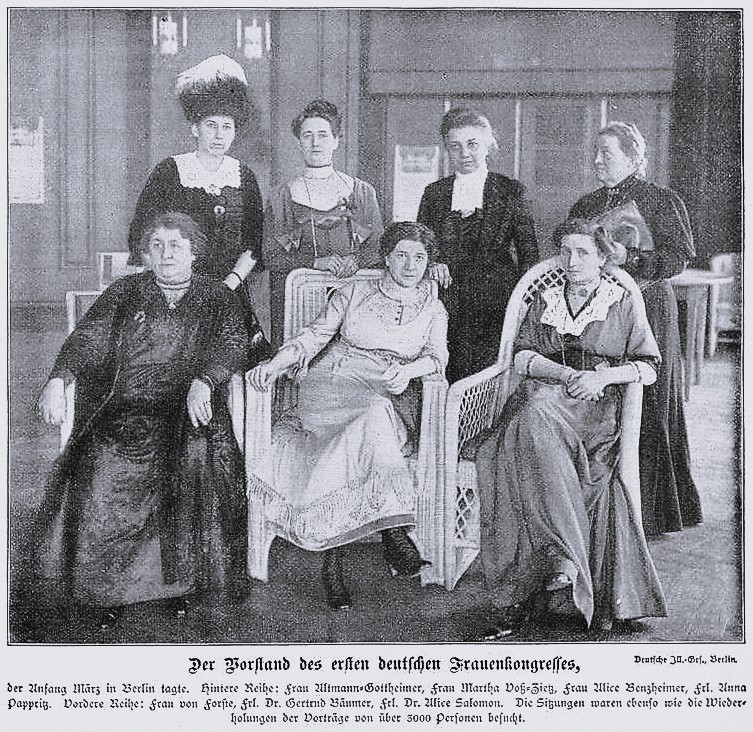
Vorstand des ersten deutschen Frauenkongresses Anfang März 1912 in Berlin. Hintere Reihe von links: Elisabeth Altmann-Gottheiner, Martha Voss-Zietz, Alice Bensheimer, Anna Pappritz. Vordere Reihe von links: Helene von Forster, Gertrud Bäumer, Alice Salomon.

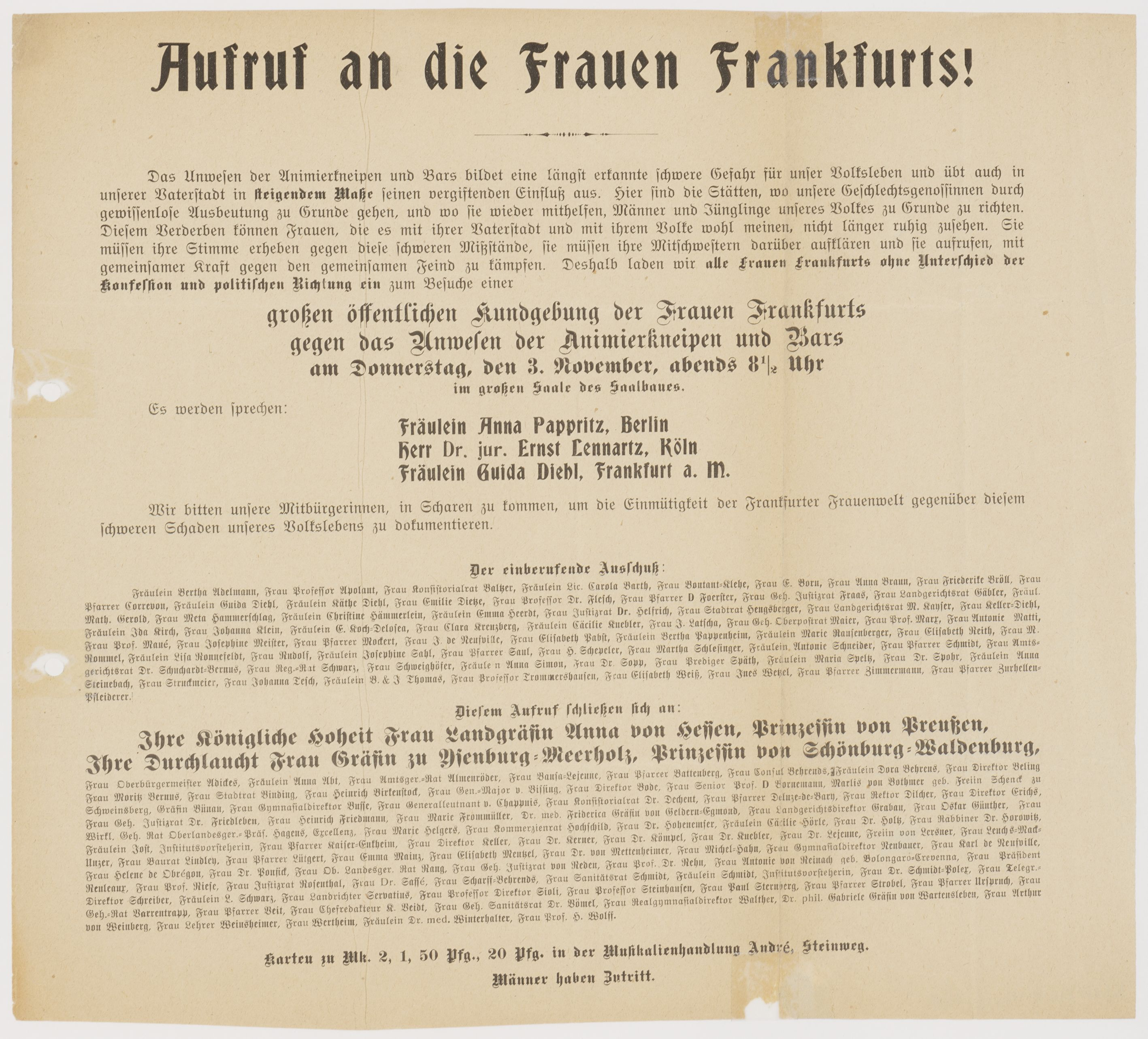
Aufruf an die Frauen Frankfurts zur Abschaffung von Animierkneipen und Bars, Rednerin u. a. Anna Pappritz, um 1910

Privat führte Anna Pappritz ein nicht untypisches Leben für eine Berliner Frauenrechtlerin: Sie lernte Fahrrad fahren, reiste mit Freundinnen zu großen internationalen Kongressen und veröffentlichte zahlreiche abolitionistische Artikel und Monografien. Wohl um 1899 lernte sie ihre spätere Lebensgefährtin Margarete Friedenthal kennen, die auch in der Berliner Frauenbewegung aktiv und wie Pappritz Mitglied im Verein Frauenwohl war.  Ab ca. 1900 waren die beiden ein Paar; die Lebensgemeinschaft sollte bis zu Pappritz’ Tod im Jahr 1939 währen. Finanziell war Pappritz gut situiert, wenn auch nicht reich, wobei ihre Einkommensquellen nicht genau bekannt sind. Ihre Biografin Kerstin Wolff hält eine Erbschaft beim Tod des Vaters oder regelmäßige Unterhaltszahlungen ihres ältesten Bruders für möglich.
Zu Pappritz’ Freundeskreis gehörten nach dem Zerwürfnis mit dem radikalen Flügel der Frauenbewegung die gemäßigten Frauenrechtlerinnen Helene Lange, Gertrud Bäumer, Käthe Schirmacher (bis zu deren Hinwendung zum Nationalismus), Dorothee von Velsen und Marie-Elisabeth Lüders. Die Beziehung zu ihrer Mutter und ihren Brüdern normalisierte sich wieder. 1910 zog sie, die bis dahin mit ihrer Mutter zusammengelebt hatte, schließlich in eine eigene Wohnung. Ihre Mutter starb ein Jahr darauf. Anna Pappritz’ Wohnung in Berlin-Steglitz wurde dann der Stützpunkt ihrer Familie bei Berlinbesuchen, die teils wochenlang dauerten.
Ab 1904 waren Anna Pappritz und Katharina Scheven die führenden Abolitionistinnen im Deutschen Reich. Auch die Sexualethik war zu dieser Zeit ein wichtiges Thema für Pappritz. Hier vertrat sie deutlich konservativere Auffassungen als die Vorsitzende des 1905 gegründeten Bundes für Mutterschutz, Helene Stöcker, die für die freie Liebe eintrat. Pappritz lehnte dieselbe nicht nur aufgrund ihres eigenen Moralempfindens ab, sondern auch, weil sie vermutete, dass sich die Folgen einer freien Sexualität ausschließlich zu Lasten von Frauen auswirken würden. Wie weite Teile der bürgerlichen Frauenbewegung befürchtete sie, dass in einer nichtehelichen Partnerschaft sich Männer zunehmend ihren Verpflichtungen gegenüber Frauen und gemeinsamen nichtehelichen Kindern entziehen würden. Praktische Auswirkung dieser Befürchtung war, dass sie in ihren öffentlichen Äußerungen stets die Ehe als gesellschaftliches Leitbild hochhielt.
Mit Katharina Scheven unternahm Anna Pappritz im Winter 1912/13 eine Reise nach Indien. Die Initiative war von Scheven ausgegangen, die Pappritz im Sommer 1912 fragte, ob sie sie begleiten möge. In insgesamt vier Monaten reisten die beiden Frauen von Triest aus zunächst nach Ceylon, wo sie zehn Tage verbrachten, und setzten dann nach Indien über, wo sie in einem Zeitraum von acht Wochen u. a. über Madura, Madras, Kalkutta, Darjeeling und Agra nach Bombay reisten. Dort trafen sie mit dem Arzt Temulji Bhicaji Nariman zusammen, der sich einen Namen in der Reform der Geburtshilfe gemacht hatte. Ansonsten war die Reise eher touristischer Natur gewesen. Nach ihrer Rückkehr verschlechterte sich ihr Gesundheitszustand, der stets labil gewesen war, auf mehrere Jahre hin so radikal, dass sie ihr Arbeits- und insbesondere ihr Reisepensum stark zurückschrauben musste. Woran Anna Pappritz gelitten hatte, ist nicht mehr eindeutig zu klären. Sie war auf der Reise zweimal an Denguefieber erkrankt; wahrscheinlich ist aber auch, dass die Krankheit der Jahre 1913–17 im Zusammenhang mit den ständigen Beschwerden seit dem Krankenhausaufenthalt um 1880 stand.
Infolge ihrer Krankheit verbrachte Anna Pappritz, die dem Krieg nicht kritisch gegenüberstand, die ersten Kriegsjahre zurückgezogen in ihrer Wohnung in Steglitz. 1916/17 verbesserte sich ihr gesundheitlicher Zustand; dafür verschlechterte sich ihre Lebenssituation. Sie litt unter Kohlenmangel und Lebensmittelknappheit, wurde aber in dieser Zeit von ihrer Familie durch Lieferungen unterstützt.

### Weimarer Republik
Nach dem Ende des Ersten Weltkriegs hatte Anna Pappritz ihr Vermögen verloren. Sie vermietete ab 1919 ein Zimmer in ihrer Wohnung an die preußische Landtagsabgeordnete Martha Dönhoff. Mit über 60 Jahren musste sie erstmals einer Erwerbsarbeit nachgehen. Ab 1922 arbeitete sie als Aufseherin in einer Druckerei. Sie setzte sich weiterhin für den Abolitionismus ein.
1919 gab Anna Pappritz im renommierten Verlag Johann Ambrosius Barth das Buch Einführung in das Studium der Prostitutionsfrage heraus, zu dem neben Pappritz zwölf Autorinnen und Autoren beigetragen hatten. Mit diesem Werk war Pappritz als die Prostitutionsexpertin der Weimarer Republik etabliert. Zwischenzeitlich hatte sich das politische Umfeld geändert. Mit der Weimarer Reichsverfassung hatten nun auch Frauen politische Rechte erhalten. Das ermöglichte auch Frauen, die in der Prostitution arbeiteten, zum ersten Mal, sich selbst zu organisieren (auch wenn die ersten Versuche nicht lange Bestand hatten). Damit waren die unter polizeilicher Reglementierung stehenden Prostituierten dem Ziel, gleichberechtigte Staatsbürgerinnen zu werden, einen Schritt nähergekommen.
Eine weitere Veränderung ergab sich in Pappritz′ direktem Arbeitsumfeld: 1922 starb Katharina Scheven nach einem kurzen, schweren Nierenleiden. In einem Nachruf würdigte Pappritz die gute persönliche Beziehung und Arbeitskameradschaft, die sie mit der langjährigen Mitstreiterin und Freundin verbunden hatte. Fortan übernahm sie selbst den Vorsitz des deutschen Zweigs der IAF.
Nach dem Ersten Weltkrieg nahm die DGBG ihre Arbeit an einem Gesetz zur Bekämpfung der Geschlechtskrankheiten wieder auf. Pappritz’ verbesserter Gesundheitszustand erlaubte ihr wieder, in der Sachverständigen-Kommission der DGBG persönlich mitzuarbeiten. Die Kommission hatte sich nach Jahren des Widerstrebens dazu durchgerungen, die Abschaffung der Reglementierung der Prostitution zu befürworten und sich so abolitionistischen Positionen angenähert. Die DGBG-Kommission sandte der Regierung und dem bevölkerungspolitischen Ausschuss schließlich Gesetzesvorschläge zu, in denen nicht mehr nach Geschlecht unterschieden wurde. 1923 schien der Erfolg zum Greifen nah, als der Reichstag ein Gesetz, das sich eng an die Vorschläge der DGBG-Kommission anlehnte, annahm. Doch der Reichsrat kippte das Gesetz auf Betreiben der SPD aufgrund der „Kurpfuscherregelung“, die die Behandlung von Geschlechtskrankheiten nur noch approbierten Ärzten und Ärztinnen erlaubt hätte. In den folgenden Jahren verlor die abolitionistische Bewegung an Zuspruch, da die Anhängerinnen und Anhänger die notwendigen Kompromisse frustrierten. Anna Pappritz bemühte sich jedoch weiter und veranlasste, dass 1925 Anträge an den Reichstag ergingen, die Gesetzesinitiative wieder aufzunehmen.
Es dauerte noch bis 1927, bis das Gesetz zur Bekämpfung der Geschlechtskrankheiten verabschiedet und die Reglementierung der Prostitution formal-rechtlich abgeschafft wurde. Damit schien das Hauptziel der abolitionistischen Bestrebungen in Deutschland erreicht. Paragraph 3 des Gesetzes schaffte die Sittenpolizei und das Reglementierungssystem ab. Stattdessen wurde eine Gesundheitsbehörde eingeführt. Die Paragraphen 16 und 17 regelten die prinzipielle Straffreiheit der Prostitution, verboten Bordelle und regelte den „Kuppeleiparagraphen“ neu, womit die Wohnungssituation von Prostituierten verbessert werden sollte. Zur Verabschiedung des Gesetzes hatte auch die Lobbyarbeit des Bundes Deutscher Frauenvereine maßgeblich beigetragen.
Die neue Rechtsnorm führte in der Praxis aufgrund uneindeutiger Formulierungen, die den ausführenden Ländern einen großen Entscheidungsspielraum gaben, jedoch bald zu Problemen. So lag es weiterhin im Ermessen der Polizei, wann ein Verhalten „Sitte und Anstand“ verletzte. Insbesondere Bayern unterlief das Gesetz, indem das bayerische Innenministerium der Polizeidirektion die Aufgaben der Gesundheitsbehörde übertrug und damit die wesentliche Neuerung des Gesetzes, die Trennung von Polizei und Gesundheitsbehörde, negierte.
1931 wurde Anna Pappritz 70 Jahre alt. Zu diesem Anlass wurde sie von Freundinnen und Arbeitskollegen geehrt und gefeiert. Auch die Zeitungen würdigten ihr Engagement und bezeichneten sie als „sozialpolitische Frauenführerin“. Ihr jahrzehntelanges Engagement wurde auch von Vertreterinnen und Vertretern des Staates gewürdigt. Zu ihrem Geburtstag wurde eine wissenschaftliche Konferenz organisiert, die sich mit den Veränderungen nach Inkrafttreten der neuen Regelungen zur Prostitution beschäftigte.

### Die Zeit des Nationalsozialismus
Die neuen rechtlichen Bestimmungen waren nicht von Dauer: Kurz nach 1933 führten die Nationalsozialisten die Reglementierung der Prostitution wieder ein und genehmigten später auch wieder Bordelle, deren Abschaffung die Abolitionistinnen und Abolitionisten stets gefordert hatten.
Anna Pappritz stand zeitlebens den Liberalen nahe. Die Mehrzahl ihrer Mitstreiterinnen und Mitstreiter rekrutierte sich aus dem liberalen Spektrum; ihre Lebensgefährtin Margarete Friedenthal war Stadtverordnete für die DDP. Bis 1933 vermietete Pappritz ein Zimmer an die DDP-Landtagsabgeordnete Martha Dönhoff. Belege für einen Wechsel der Weltanschauung finden sich nicht: In Pappritz’ Nachlass befinden sich mehrere an sie adressierte Briefe aus der Nazizeit, die das Regime kritisch behandeln. Ebenso findet sich dort zwar auch ein Entwurf eines Briefs an die Leiterin der NS-Frauenschaft, Gertrud Scholtz-Klink, in dem die mittlerweile 75-jährige Pappritz versucht, jener ein positives Bild der Frauenbewegung der Weimarer Republik zu vermitteln, und sich dabei scharf vom pazifistischen Flügel der Frauenbewegung um Lida Gustava Heymann abgrenzt. Die Gesamtheit der Privatkorrespondenz belegt jedoch eindeutig, dass Pappritz den Nationalsozialismus ablehnte und unter der Zensur und den Repressionen gegenüber ihren jüdischen Freundinnen und Mitstreiterinnen litt. Allerdings kann man davon ausgehen, dass sie seinen Charakter wie viele Frauen der bürgerlichen Frauenbewegung massiv unterschätzte. Eigene Möglichkeiten zur Einflussnahme wurden hingegen, zumindest in der Anfangszeit, stark überschätzt.
Wie viele Frauen der bürgerlichen Frauenbewegung sah Anna Pappritz sich nach 1933 mit der Frage konfrontiert, wie mit der neuen Machtkonstellation umzugehen sei. Obwohl die bürgerliche Frauenbewegung in weiten Teilen dem liberalen Spektrum zuneigte, verstand man sich als Vertretung aller Frauen und damit als (partei-)politisch neutral. Vor diesem Hintergrund versuchten große Teile der Frauenbewegung, ihre Arbeit zumindest in Ansätzen auch unter dem nationalsozialistischen Regime fortführen zu können. Insbesondere die ersten Jahre sind dabei noch von Versuchen gekennzeichnet, Kompromisse mit den neuen Machthabern zu finden. So existiert ein Artikel von 1933, in dem Pappritz sich mit Hitlers Ausführungen zur Bekämpfung der Syphilis in Mein Kampf auseinandersetzt und zu der Interpretation gelangt, „dass Hitler sich dafür einsetzen werde, eine erneute Reglementierung der Prostitution zu verhindern, und ebenso wie der Abolitionismus vor allem durch Erziehung der jüngeren Generation die Ursachen der Prostitution bekämpfen wollte und nicht nur das Symptom.“ Dabei handelte es sich jedoch um einen Trugschluss, da der Nationalsozialismus auf völlig andere Mittel setzte, wie unter anderem die Wiedereinführung von Bordellen zur schärferen Kontrolle der Prostituierten.

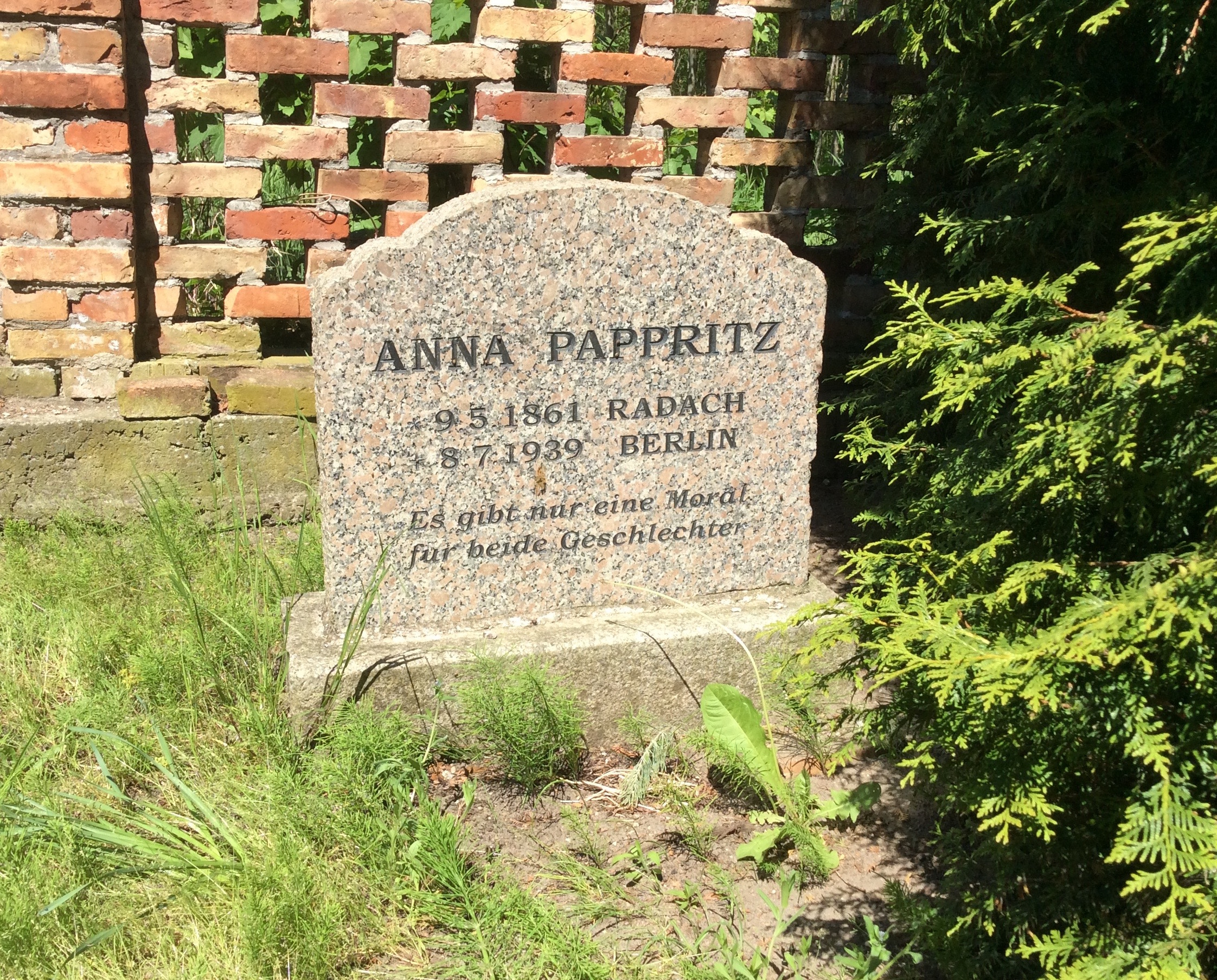
Grabstein der Frauenrechtlerin Anna Pappritz (1861–1939) in Radachów, Polen

Das erkannte nach einiger Zeit vermutlich auch Anna Pappritz. 1939 kritisierten sie und ihre Mitstreiterinnen Marie-Elisabeth Lüders und Dorothee von Velsen die ebenfalls der bürgerlichen Frauenbewegung angehörende Publizistin und vormalige liberale Reichstagsabgeordnete Gertrud Bäumer dafür, zu viele Zugeständnisse an die nationalsozialistische Zensur zu machen, um ihre Zeitschrift Die Frau weiter herausgeben zu können. Die Zeitschrift Der Abolitionist hatte Ende 1933 ihr Erscheinen bereits eingestellt; im Februar 1934 gab Pappritz – wohl aus gesundheitlichen Gründen – ihr Amt als Vorsitzende des deutschen Zweigvereins auf. Schon im April des Vorjahres hatte sie resigniert festgestellt: „Der Verein hat aufgehört, eine Kampforganisation zu sein, weil freie Meinungsäusserung in Wort und Schrift verboten ist.“
Gesundheitlich geschwächt und durch Inflation und Krankheit mittlerweile in wirtschaftlichen Schwierigkeiten, zog sie, die das Alleinwohnen stets geschätzt hatte, endgültig zu ihrer Lebensgefährtin Margarete Friedenthal, deren anfangs beträchtliches Vermögen ebenfalls aufgezehrt war. Wie die Briefwechsel in ihrem Nachlass belegen, verfolgte sie die Entwicklungen ihrer Arbeitsgebiete auch weiterhin. Die tatsächliche Wiedereinführung des Bordellwesens am 9. September 1939 erlebte Pappritz jedoch nicht mehr. Sie starb im Juli 1939 nach einer schweren Bronchitis, während sie mit Margarete Friedenthal den Sommerurlaub in ihrem Heimatort Radach verbrachte, und wurde dort auf dem Familienfriedhof beigesetzt.

## Werke und Denken

### Anna Pappritz und der Abolitionismus
Ihre Ansichten und Vorschläge zur Prostitutionsfrage legte Pappritz in mehreren Schriften dar. Hintergrund ihrer politischen Arbeit war die Tatsache, dass der Staat Prostitution polizeilich „reglementierte“. Diese Reglementierung fußte auf der Annahme, dass Prostitution notwendig sei, da regelmäßiger Geschlechtsverkehr für Männer medizinisch erforderlich sei. Um die Männer (und nur diese) jedoch vor Ansteckung durch Geschlechtskrankheiten zu schützen, wurden Prostituierte regelmäßigen polizeilich-medizinischen Kontrollen unterworfen. Die Abolitionistinnen und Abolitionisten kritisierten diese Praxis aus mehreren Gründen. Zum einen wurden unter dem Reglementierungssystem nur Frauen für die Verbreitung der damals noch nicht wirksam behandelbaren Geschlechtskrankheiten verantwortlich gemacht und ggf. kriminalisiert; zum anderen war die polizeiliche Reglementierung in der Praxis anfällig für Korruption und Schikane.
Der Abolitionismus forderte eine Abschaffung dieser polizeilichen Reglementierung und befürwortete stattdessen ein Paket aus sozialen und gesetzlichen Maßnahmen. Da man die Ursachen der Prostitution auch in schlechten Erwerbsmöglichkeiten für Frauen der Arbeiterschicht sowie in beengten Wohnverhältnissen sah, sollten Verbesserungen im Wohnungswesen und in den Arbeits- und Lebensbedingungen erwerbstätiger Frauen, ausgeweitete Jugendfürsorge, günstige und „edle Volksunterhaltungen“ sowie bessere medizinische Versorgung für ärmere Menschen vorbeugend greifen. Auf der repressiven Seite sollte strenger gegen Mädchenhandel und Zwangsprostitution vorgegangen werden; ferner wurde ein Verbot von Bordellen befürwortet, um die Ausbeutung Prostituierter durch die Betreiber zu verhindern. Des Weiteren sollte nur noch die wissentliche Ansteckung einer anderen Person mit einer Geschlechtskrankheit auf Antrag der Person strafverfolgt werden, anstatt wie bisher schon den Geschlechtsverkehr einer wissentlich infizierten Person als Offizialdelikt zu behandeln. Seit den 1920er Jahren unterstützte Pappritz allerdings auch die Einweisung so genannter „gefährdeter“ Mädchen und Frauen in geschlossene Heime, wo sie unter der Aufsicht von Fürsorgerinnen zu „nützlicher Arbeit“ angehalten werden sollten. Der Abolitionismus grenzte sich damit zwar von der Verbotspolitik Hanna Bieber-Böhms ab, war aber selbst nicht frei von repressiven Maßnahmen bis hin zur Befürwortung von Freiheitsentzug für deviantes Verhalten.

### Anna Pappritz’ Bild von Prostituierten
Die in weiten Teilen der zeitgenössischen Publizistik vertretene Auffassung, es gebe „geborene“ Prostituierte, lehnte Anna Pappritz ab. Im Einklang mit dem zeitgenössischen populärwissenschaftlichen Diskurs vertrat sie zwar sehr wohl die Ansicht, dass es vererbbare „belastende“ Faktoren gäbe; die Hauptursache machte sie jedoch in sozialem Elend und materieller Not aus, sowie in einem Lohnniveau, das einer Arbeiterin oder weiblichen kaufmännischen Angestellten selbst bei Vollzeitarbeit selten die Deckung ihres Existenzminimums erlaubte. Hinzu kam die Doppelmoral einer Gesellschaft, die außereheliche Sexualität beim Mann akzeptiere, bei der Frau jedoch zum Anlass für dauerhafte gesellschaftliche Ächtung nahm.
Aussagen von Prostituierten selbst finden sich bei Pappritz nur in einer einzigen ihrer zahlreichen Schriften; ansonsten werden die Betroffenen ausschließlich passiv dargestellt. Die Abolitionistinnen und Abolitionisten sahen sich als Fürsprecher der Prostituierten, nicht als deren Mitstreiter. „Die Idee, dass eine Prostituierte eventuell nicht gerettet werden wollte, ist in abolitionistischen Kreisen wohl kaum diskutiert worden,“ so die Biografin Kerstin Wolff. Dass Frauen keine einheitliche Gruppe sind und Interessenlagen zwischen Frauen auch je nach sozioökonomischer Lage unterschiedlich sein konnten, nahm Pappritz nicht zur Kenntnis. Diese Einstellung teilte sie mit vielen bürgerlichen Frauenrechtlerinnen. Tief im bürgerlich-meritokratischen Denken verwurzelt, begriff man sich als eine weibliche Elite, die sich sowohl für Frauen der eigenen als auch der anderen Schichten einsetzte, dabei aber auch häufig beanspruchte, deren Interessen zu kennen und für sie sprechen zu können. Vor diesem Hintergrund war es für Pappritz offenbar auch kein Widerspruch, die Einweisung ehemaliger Prostituierter und „gefährdeter“ minderjähriger Mädchen in geschlossene Erziehungsanstalten zu befürworten. Pappritz-Biografin Wolff hierzu:

„Die ‘Sozialdisziplinierung’ ist grundsätzlich in den Ideen des Abolitionismus und in seinem Verhalten gegenüber Prostituierten angelegt, da seine Mitglieder eben nicht mit Prostituierten sprachen und mit ihnen auch nicht gemeinsam politische Forderungen entwickelten, sondern über sie redeten. Dies formulierten Prostituierte zu Beginn der 1920er-Jahre selbst. Wäre es zu einem gemeinsamen Gespräch gekommen, hätten die Abolitionistinnen und Abolitionisten eine interessante Entdeckung gemacht: Auch die Prostituierten sprachen und sprechen nicht mit einer Stimme, auch hier gab und gibt es unterschiedliche Vorstellungen und Wünsche [...]“

### Vorwürfe des Antisemitismus
In der Literatur wurde Anna Pappritz bisweilen Antisemitismus vorgeworfen. Die Kritik stützte sich hauptsächlich auf zwei Publikationen: In Der Mädchenhandel und seine Bekämpfung (1924) zitiert sie Beispiele für verurteilte Mädchenhändler, von denen auffallend viele jüdische Namen tragen. Ob Pappritz’ Darstellung die Zahlenverhältnisse der ihr zugänglichen Statistiken realistisch wiedergibt, kann mangels Evidenz nicht rekonstruiert werden. In einer anderen Publikation, Einführung in das Studium der Prostitutionsfrage (1919), findet sich eine Stelle, in der Pappritz den Mädchenhandel in Russland unter Berufung auf russische Quellen als „fest in der Hand polnischer Juden“ beschreibt. Ferner erwähnt sie dort in einer Fallstudie zu einer Prostituierten gleich im ersten Absatz deren jüdische Religionszugehörigkeit und hebt später darauf ab, dass die Frau auch „jüdische Kundschaft“ hatte. Die Biografin Wolff weist in dem Zusammenhang darauf hin, dass Pappritz in derselben Schrift noch mehrere andere Fallstudien vorstellt, in denen auch christliche Konfessionszugehörigkeiten erwähnt werden, wobei sich die Erzählungen ansonsten durchaus ähneln. Man könne die Hervorhebung der jeweiligen Religionszugehörigkeit auch so lesen, dass Pappritz betonen wolle, wie unterschiedslos der Weg in die Prostitution in verschiedenen gesellschaftlichen Gruppen verlaufen konnte. Auf der Grundlage dieser beiden isolierten Textpassagen einen Antisemitismusvorwurf zu erheben, greife zu kurz. Was die beiden Schriften in ihrem Gesamtkontext jedoch sehr wohl zeigten, sei Pappritz’ Anspruch, für Frauen anderer gesellschaftlicher Gruppen und Schichten sprechen und entscheiden zu können: „Sie spricht selbstverständlich in Namen aller Frauen und scheut sich auch nicht, andere Menschen aufgrund ihres Verhaltens zu pathologisieren.“
An anderer Stelle sprach Pappritz sich gegen die rechtliche Schlechterstellung von Juden aus. Als 1933 die jüdischen bzw. nicht „arischen“ Mitglieder des Vorstands des Berliner Zweigvereins zurücktraten, da ansonsten die öffentliche Finanzierung eingestellt worden wäre, wollte Pappritz selbst den Vorsitz niederlegen und blieb nur auf nachhaltiges Drängen der jüdischen/nicht „arischen“ Mitstreiterinnen im Amt.

## Wirkungsgeschichte
In ihrem Nachruf in Die Frau beschrieb ihre langjährige Freundin Gertrud Bäumer Pappritz – mit Bezug auf ihre langjährige Krankheitsgeschichte – als „humorvollen, geistig lebendigen, menschlich teilnehmenden Patienten, an dessen Lager eine durch den ihr eigenen trockenen Witz angeregte Heiterkeit immer die durchschlagende Stimmung blieb“. Die Pappritz-Biografin Kerstin Wolff vermerkte, dass mit dem Tod ihrer zentralen Figur die Geschichte des Abolitionismus in Deutschland endete. Erst Ende der 1960er Jahre begann die neue Welle der Frauenbewegung wieder damit, sich mit der Frage der Prostitution zu befassen.
Ihre engen Mitarbeiterinnen würdigten noch Jahrzehnte später die Bedeutung, die Pappritz für sie gehabt hatte. So schrieb die langjährige Bundestagsabgeordnete Marie-Elisabeth Lüders 1963 in ihrer Autobiografie, dass ihre eigene Position zu Sittlichkeitsfragen unter dem geistigen Einfluss und unter dem Eindruck von Anna Pappritz’ moralischem Mut gestanden hätte. Sie habe ihr „alles zu verdanken!“ Lida Gustava Heymann bezeichnete sie in ihren Memoiren 1943 trotz der langjährigen Entzweiung als „eine der bestorientierten und objektivsten Sachkennerinnen“ innerhalb der Sittlichkeitsbewegung.
Anna Pappritz’ Nachlass befindet sich im Helene-Lange-Archiv im Landesarchiv Berlin. 2019 entdeckte die Historikerin Bianca Walther im Nachlass von Marie-Elisabeth Lüders im Bundesarchiv das Tagebuch, das Anna Pappritz während ihrer Indienreise schrieb. Walther gab 2020 eine Edition des Tagebuchs heraus.

## Werke (Auswahl)

### Belletristik
- Aus den Bergen Tirols. 1893.
- Vorurteile – ein Roman aus dem Märkischen Gesellschaftsleben. 1894.
- Die Wahrheit. 1897.
- Ein Enterbter. 1898.

### Abolitionistische Schriften
- Das Reichsgesetz zur Bekämpfung der Geschlechtskrankheiten vom Standpunkt der Frau. 1902.
- Herrenmoral. Leipzig [ca. 1903]
- Die wirtschaftlichen Ursachen der Prostitution. Berlin 1903
- Die Welt, von der man nicht spricht. Aus den Papieren einer Polizeibeamtin bearbeitet. 1907.
- Prostitution und Abolitionismus. 1917.
- Der Mädchenhandel und seine Bekämpfung. 1924.
- Handbuch der amtlichen Gefährdetenfürsorge. 1924.

### Tagebuch
- Indisches Tagebuch. Eine Frauenrechtlerin reist nach Ceylon, Indien und Kairo. Herausgegeben und mit einer Einführung versehen von Bianca Walther, mit einem Vorwort von Bärbel Kuhn und Kerstin Wolff (= SOFIE Schriftenreihe zur Geschlechterforschung, Bd. 24), Röhrig Universitätsverlag, St. Ingbert 2020, ISBN 978-3-86110-750-7.

Schriften von Anna Pappritz
Die gesundheitlichen Gefahren der Prostitution 1902
Die wirtschaftlichen Ursachen der Prostitution 1903
„Die Welt, von der man nicht spricht!“ (Aus den Papieren einer Polizei-Beamtin) 1907
Die Wohnungsfrage 1908
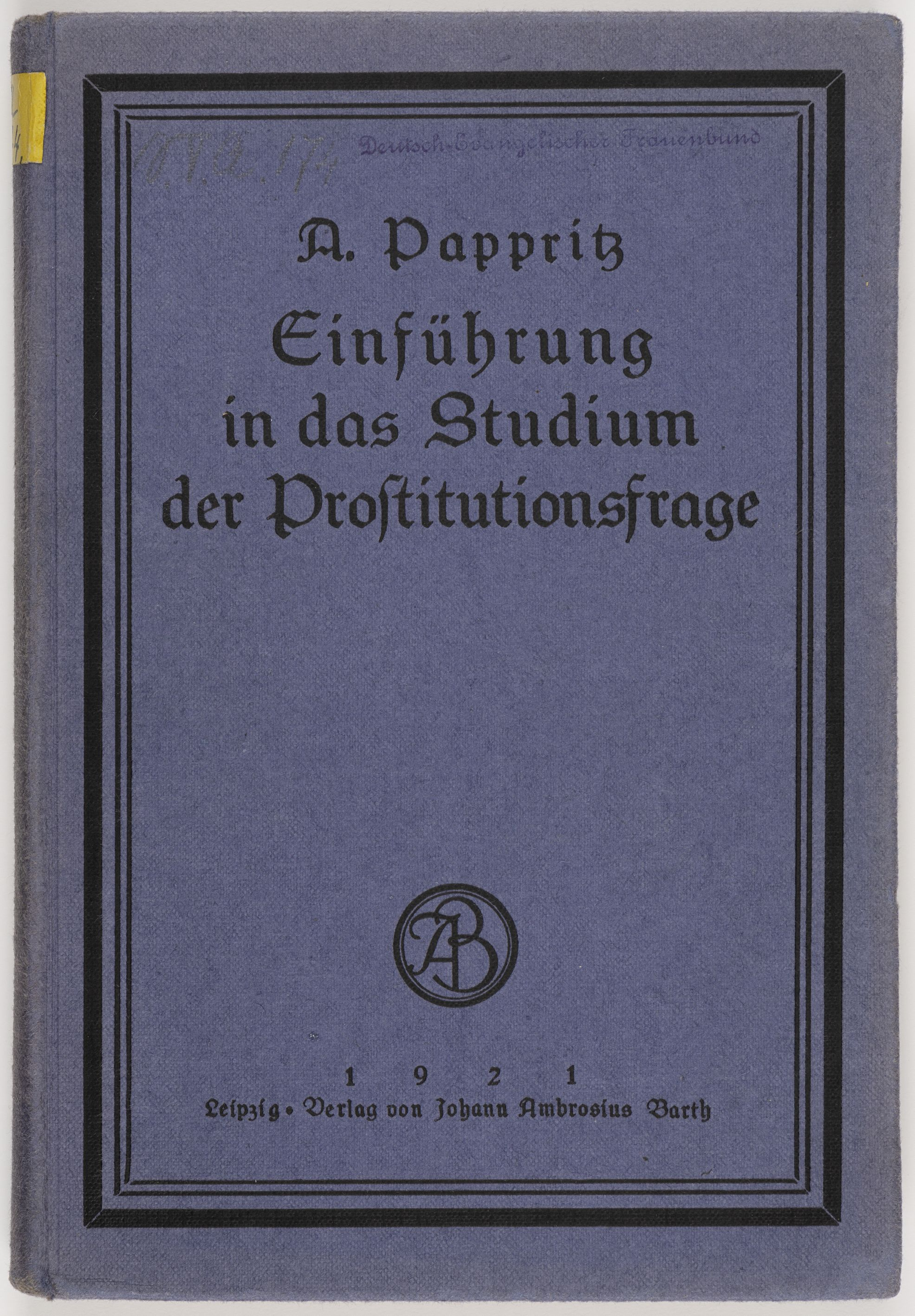
Einführung in das Studium der Prostitutionsfrage 1921

### Zeitgenössisch
- Pappritz, Frl. Anna. In: Sophie Pataky (Hrsg.): Lexikon deutscher Frauen der Feder. Band 2. Verlag Carl Pataky, Berlin 1898, S. 115 f. (literature.at).
- Franz Brümmer: Lexikon der deutschen Dichter und Prosaisten vom Beginn des 19. Jahrhunderts bis zur Gegenwart. Reclam, Leipzig 1913, S. 226.

### Nach Anna Pappritz’ Tod erschienen
- Margit Göttert: „Mir sind die frauenrechtlerischen Ideen direkt eingeboren.“ Anna Pappritz (1861–1939). In: Ariadne. Nr. 28, November 1995, S. 50–55.
- Heidi Koschwitz, Birgit Sauer: Pappritz, Anna. In: Hugo Maier (Hrsg.): Who is who der sozialen Arbeit. Freiburg 1998, S. 458–460.
- Kirsten Reinert: Pappritz, Anna. In: Neue Deutsche Biographie (NDB). Band 20, Duncker & Humblot, Berlin 2001, ISBN 3-428-00201-6, S. 55 f. (Digitalisat).
- Kerstin Wolff: Der siebzigste Geburtstag. Die Abolitionistin Anna Pappritz und der Kreis ihrer Gratulantinnen. In: Ariadne. Nr. 55, Mai 2009, S. 26–33.
- Kerstin Wolff: Herrenmoral: Anna Pappritz and Abolitionism in Germany. In: Women’s History Review. Vol. 17, 2. April 2008, S. 225–237.
- Kerstin Wolff: Anna Pappritz 1861–1939. Die Rittergutstochter und die Prostitution. Helmer, Sulzbach/Taunus 2017, ISBN 978-3-89741-399-3.
- Bianca Walther: Einführung. In: Bianca Walther (Hrsg.): Anna Pappritz. Indisches Tagebuch. Eine Berliner Frauenrechtlerin reist nach Ceylon, Indien und Kairo, November 1912 – Februar 1913. Röhrig, St. Ingbert 2020, ISBN 978-3-86110-750-7, S. 11–63.